# 宮崎県立都城西高等学校
宮崎県立都城西高等学校（みやざきけんりつみやこのじょうにしこうとうがっこう）は、宮崎県都城市都原町に所在する公立の高等学校。都城市内で2番目に設立された普通科高校である。

## 概要
歴史
1962年（昭和37年）に宮崎県立都城都島高等学校から普通課程（普通科）が分離し、「宮崎県立都城都島第二高等学校」として独立。間もなく「宮崎県立都城西高等学校」に改称した。2012年（平成24年）に創立50周年を迎えた。
設置課程・学科
全日制課程 2学科
- 普通科 - 2年次から文系コースと理系コースに、3年次から文系コースⅠ・文系コースⅡ・理系コースに分かれる。
- フロンティア科（1学級）- 2年次から文系クラスと理系クラスに分かれ、難関大学・難関学部への進学に対応する少人数授業を実施。探究型学習（フロンティア学）を行う。

校訓
「理想、優雅、自主自律」
校章
太陽（金色）と月（銀色）を表す弧を2つ組み合わせて、都城の「M」の文字を表している。中央に「高」の文字を置いている。
校歌
作詞は服部七郎、作曲は海老原直による。歌詞は3番まであり、校名は歌詞中に登場しない。
進学状況
全体の約8割の生徒が国公私立大学をはじめとする各種学校に進学している。
また自衛隊や警察などの公官庁に就職する生徒も多い。
教育課程
1年生から朝7時30分より課外授業が開始され1日8時限授業。3年生になると午後も課外授業が組まれ1日9時間授業になる。
同窓会
「葵碧会」（きへきかい）と称している。

## 沿革
前史
- 1948年（昭和23年）4月1日 - 学制改革により新制高等学校「宮崎県立都城都島高等学校」が発足。
  - 旧制・宮崎県立都城工業学校と旧制・都城市立都城女子商業学校を母体とした。
  - 通常制（全日制）普通課程・工業課程・商業課程、定時制工業課程・商業課程・農業課程・家庭課程を有する総合制の高等学校として発足。
  - この時、都城市には旧制中等教育学校の統合により、「宮崎県立都城都島高等学校」と「宮崎県立都城泉ヶ丘高等学校」の新制高等学校2校が設置された。
- 1950年（昭和25年）4月1日 - 公立高校再編により、宮崎県立都城泉ヶ丘高等学校から農業課程と高城分校が移管される。 
  - 農業課程を「北校舎」、高城分校を「高城校舎」とする。高城校舎に通常制農業課程と家庭課程被服科を設置。
- 1952年（昭和27年）4月1日 - 高城校舎の通常制農業課程の募集を停止。
- 1955年（昭和30年）4月1日 - 高城校舎が分離し宮崎県立高城高等学校として独立。
- 1959年（昭和34年）4月1日 - 普通課程の学級数を2クラス減じる。
- 1961年（昭和36年）4月1日 - 工業課程が分離し宮崎県立都城工業高等学校として独立。

正史
- 1962年（昭和37年）
  - 4月1日 - 宮崎県立都城都島高等学校から普通課程が分離し「宮崎県立都城都島第二高等学校」（仮称）として独立。
    - ただし都城都島高等学校の普通課程は在校生が卒業する1964年（昭和39年）3月末まで存続された。
    - 独立校舎が完成するまでの間、都城都島高等学校の校舎に併設の形をとる。
    - 普通課程が分離した後、農業課程のみとなった都城都島高等学校は1965年（昭和40年）に宮崎県立都城農業高等学校に改称した。

  - 12月25日 - 「宮崎県立都城西高等学校」（現校名）に改称。
- 1963年（昭和38年）
  - 3月 - 宮崎県立都城泉ヶ丘高等学校普通科との間で合同選抜入試を開始。
  - 7月15日 - 現在地に新校舎が完成し移転を完了。
- 1995年（平成7年）4月1日 - 普通科に文科コースを設置。
- 2002年（平成14年）3月 - この時の入試を最後に都城泉ヶ丘高等学校との合同選抜を廃止。
- 2003年（平成15年）3月 - 合同選抜の廃止に伴い、単独選抜入試を開始。
- 2004年（平成16年）4月1日 - 普通科文科コースを外国語科に改組。2学科体制となる。
- 2005年（平成17年）4月1日 - 外国語科が「Super English Language High School（SELHi）」に認定 （3年間）
- 2010年（平成22年）4月1日 - 外国語科の募集を停止。フロンティア科を新設。
- 2012年（平成24年）3月31日 - 外国語科を閉科。

## 部活動
| 運動部 - 陸上部 - バレーボール部 - バスケットボール部 - 卓球部 - ソフトテニス部 - テニス部（硬式） - サッカー部 - ハンドボール部 - 山岳部 - 弓道部 - バドミントン部 - 野球部 - ラグビー部 - 水泳部 - 剣道部 - レスリング部 | 文化部 - 文芸部 - 演劇部 - 音楽部 - 美術部 - 書道部 - 科学部 - ESS部（English Speaking Society） - 茶道部 - コンピュータ部 - 吹奏楽部 - インターアクト部 - 放送委員会 - 新聞委員会 |

運動部・文化部ともに、学校にない部活動でも一定の条件を満たせば公式の試合・大会に出場できる部活動サポートシステムがある。

## 著名な出身者
- 岡元昇 - 朝日放送元アナウンサー
- 永瀬正敏 - 俳優、途中から日本大学鶴ヶ丘高等学校へ転校。
- 温水洋一 - 俳優
- 白鳥哲也 - NHKアナウンサー（鹿児島放送局)
- 桐島優介 - 俳優
- 安藤ヒロキオ - 俳優
- 大井久士 - 元プロ野球選手（西武ライオンズ)
- 益田明典 - 元プロ野球選手（読売ジャイアンツ)
- 山尾伸一 - 元プロ野球選手（西武ライオンズ）
- 軸丸靖子 - 医療ジャーナリスト
- 下東康幸 - 化学者

## 交通
最寄りの鉄道駅
- JR九州 日豊本線 「西都城駅」

最寄りのバス停
- 宮崎交通「西高前」バス停

最寄りの幹線道路
- 宮崎県道31号都城霧島公園線「自衛隊前」交差点

## 周辺
- 都城高等学校（私立）
- 宮崎県立都城さくら聴覚支援学校
- 宮崎県立都城きりしま支援学校
- 都城市立西中学校
- 都城新生病院